# 先令

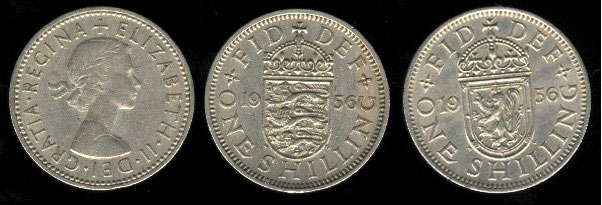
1956年伊莉沙白二世時期在英格蘭及蘇格蘭流通的先令貨幣的背面。

先令（英語：shilling）是一種歷史悠久的硬幣，也是一種現代貨幣單位的名稱，曾是神圣罗马帝国、奥地利等德语国家，以及英國和前英國附庸國或附屬國與大英國協（Commonwealth）國家的貨幣單位。在英國通常相當於12便士或二十分之一英鎊，並在20世紀60年代和1970年代被逐步淘汰。
目前有五個東非國家使用先令作為貨幣稱呼，分別是：肯亞、坦桑尼亚、烏干達、索馬利亞以及事實上的國家索馬利蘭。
早期，先令在幾個德意志國家（如漢堡、呂貝克、石勒蘇益格-荷爾斯泰因、梅克倫堡、勃蘭登堡、符騰堡、巴伐利亞）、奧地利（奧地利先令）、瑞士、愛爾蘭、波蘭、丹麥、挪威和瑞典中使用。
「先令」幣值來自於羅馬帝國的一種硬幣單位蘇德（「盾」），在德意志地區，則稱為马克（mark）。是一镑（pound）的二十分之一（1/20），也是十二便士（pence）。在非正式場合中，會用斜扛「/」或有襯線的撇號「'」符號來取代長s，用作分隔先令及便士的符號；當幣值沒有便士的時候，會用一小橫表示。例如：
- 一先令六便士可寫為1/6d或是1'6；
- 十一先令與可寫為11/-或11'-。

在許多中世紀和現代的德語文獻中，德意志先令的縮寫則是ß或ßl。
在非洲，先令普遍的縮寫為sh。

## 稱呼
先令在以下語言中有不同的稱呼：
英語：Shilling、古英語：Scilling、德語：Schilling、古高地德語：Skilling、古冰島語：Skillingr、哥德語：Skilliggs
這個字的起源目前尚不確定。在哥德語中，它指的是羅馬金幣蘇德（Solidus），日耳曼人民也將其作為珠寶佩戴。它可能與印歐語詞根 *(s)kel-「切割」相關，因此先令可以理解為「從金或銀金屬棒上切下的碎片」。但它也可能源自日耳曼語 *skildulingaz，意思是「類似盾牌的東西」或「Schildling」。作為進一步的、事實上顯而易見但在語音上令人難以置信的可能性，也可能是修改自拉丁語（siliqua） “某些小硬幣重量”。
而英國的「先令」（Shilling）這個字源於盎格魯撒克遜時期的古英語，是當時的會計名詞，意思是一磅的二十分之一，可能來自原始日耳曼語詞根skiljaną，意思是「分離、分裂、劃分」，詞根來自於(s)kelH-意思是「切割、分裂」，最早的書面紀錄來自於日耳曼法典（肯特郡埃塞爾伯特的法典）中提到了“Scilling”一詞。價值大約相等於當時肯特郡的一隻牛或其他地方的一隻羊的市值。

## 歷史
最初，“schilling”一詞指的是羅馬帝國晚期的蘇德（solidus），即在四世紀中取代了早期的奧烏瑞斯（aureus）的金幣。七世紀的盎格魯撒克遜先令仍然是小金幣。
796年，查理曼大帝通過了以加洛林銀鎊（約406.5克）為基礎的貨幣改革。先令相當於一磅的二十分之一，約20.3克白銀。一先令相當於12德納里或丹尼爾（便士）。然而，加洛林時期沒有銀制先令硬幣，僅有金先令（相當於十二枚芬尼銀幣），但也非常稀有，當時匯率為：
1加洛林磅(約等同406½克)=20先令(Solidi) = 240芬尼 (Denarii).
12世紀，鑄造了許多芬尼重量的大銀幣，被稱為「第納爾」（denariigrossi）或「格羅申」（groschen，碎粒）。這些較重的硬幣的價值在4到 20第納爾銀幣之間。在中世紀晚期，神聖羅馬帝國各邦開始鑄造許多芬尼重量的類似銀幣，其中一些邦國則稱為先令。
16世紀，歐洲鑄造了多種不同類型的先令。英國先令是愛德華六世時期德頓（testoon）硬幣的延續，於1551年首次鑄造，採用92.5%的純銀。
到了17世紀，貨幣進一步貶值，導致神聖羅馬帝國鑄造了十億以賤金屬製造的先令，而不是原先的白銀，每1枚帝國泰勒（Reichsthaler）可兌換48先令。而英格蘭（包含後來的聯合王國）先令則一直作為銀幣鑄造，直到 1946 年。

## 中世紀德意志、奧地利和瑞士先令

### 漢堡和呂貝克

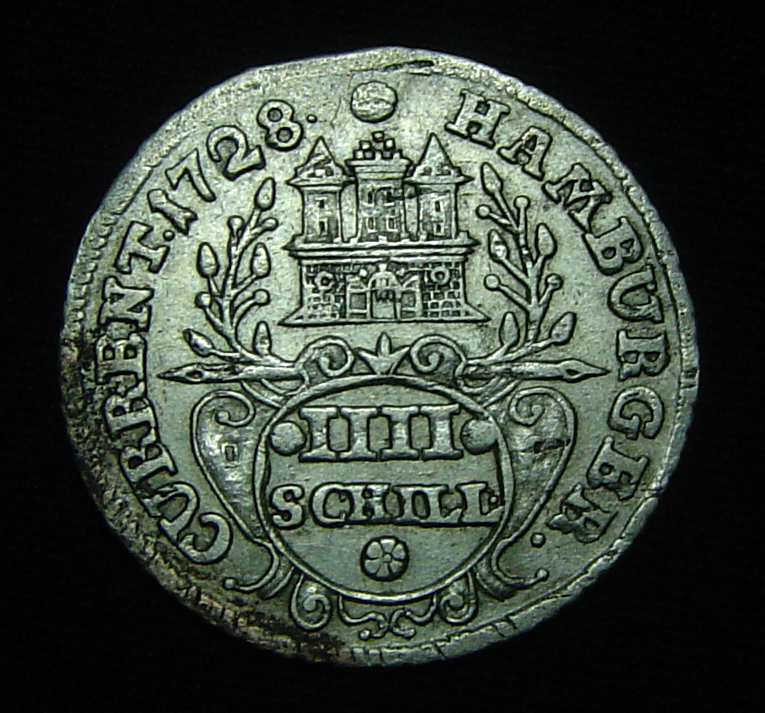
1728年漢堡4先令硬幣的反面

自中世紀以來，漢堡和呂貝克按照呂貝克馬克（Lübische Mark，漢薩同盟的統一貨幣規格）規定16先令可兌換12芬尼。 1619年，幣值等同於9泰勒的帝國泰勒（Reichsthaler）的被指定為漢堡銀行（Bankotaler，也稱為Banco-Thaler）的會計單位。 1622 年，帝國泰勒成為漢堡和呂貝克馬克和先令貨幣的共同基礎：從那時起，一枚帝國泰勒就可以兌換為三枚馬克。換句話說：鑄造9枚塔勒的銀可以鑄造27枚馬克。
1730年至1764年間，漢堡根據9泰勒標準（成色888 8/9；淨重29.2 克）鑄造了約 110,000枚標準泰勒（Specestaler）。在1761-1764年間的 標準泰勒上，注意到它們也可兌換48枚先令。提及先令幣必要的，因為1725年推出的漢堡庫蘭特貨幣先令的銀含量僅為先令幣的5/6左右。 1762年，漢堡還小範圍鑄造了6、12和24 Schillingen Species的硬幣。
Schilling Species 和 Schilling Courant 之間的區別背景是1725年決定改用34馬克硬幣當標準。而先令仍然是主要的硬幣類型。1先令=12芬尼的連結在當時很容易理解，因為半先令被稱為「六枚」（Sechsling），四分之一先令被稱為「三枚」（Dreiling）。分離的便士並未鑄造。馬克當時仍然是是一個純粹的記帳單位（Zählmark，算術馬克）。 1先令鑄造為現金硬幣，2、4、8、16 和 32 先令鑄造為庫蘭特硬幣。 1862 年之前，先令一直在漢堡鑄造。

### 梅克倫堡
在梅克倫堡，先令最初與呂貝克和漢堡的先令相對應。然而，從 1325 年左右開始，1.5，後來的2文德（即梅克倫堡）先令相當於1盧布施先令； 2½ 文德先令相當於1勃蘭登堡先令。在16和17世紀，24先令等於1古爾登，自17世紀以來，48先令等於1泰勒。最後提到的 1 泰勒 = 48 先令兌換 12 芬尼的劃分在梅克倫堡兩個州一直有效，直到 1871 年引入帝國貨幣為止，當時泰勒的價值為 3 個新馬克。

### 符騰堡
符騰堡直到17世紀才鑄造先令。早期價值為1批紐倫堡 (1396) 的 6½ 先令、7兌換1批烏爾姆 (1404) 和10兌換1批純銀（1482、1493、1509）。

### 巴伐利亞與奧地利
中世紀晚期的巴伐利亞和奧地利區分了 12 芬尼的短先令和 30 芬尼的長先令。直到 19 世紀，薩爾斯堡和上奧地利州的方言中仍然使用“schilling”一詞，相當於 30 芬尼或 7½克羅伊澤 (kreuzers)。

### 瑞士
在現在的瑞士境內，獨立先令鑄幣始於14世紀下半葉的瑞士西部（從 1375 年起，由洛桑主教管轄）。從 15 世紀初期開始，先令幣在瑞士德語區也變得普遍，例如蘇黎世、伯恩和巴塞爾。 1420年左右，先令發展成扁平硬幣，隨著世紀末巴岑的出現，先令日益成為低面值硬幣。然而，作為一個小教派，直到 19 世紀初，它仍然發揮著重要作用，例如在瑞士中部、蘇黎世和日內瓦。瑞士最後一批先令分別於 1813 年和 1833 年在格拉魯斯和日內瓦鑄造。